# ОШ „Иван Гундулић” Нови Сад
ОШ „Иван Гундулић” једна је од основних школа у Новом Саду. Налази се у улици Гундулићева 9. Назив је добила по Ивану Гундулићу, једном од најзначајнијих српских песника из Дубровачке републике. 

## Историјат
Алмашка школа се помиње 1809. године као филијална (четвртна), са једним одељењем и једним учитељем. Основала ју је, као и остале школе у градским четвртима, Српска православна црквена општина. Четвртне школе су биле једнокласне и чиниле су целину са Главном српском народном школом код Саборне цркве. Филијална школа код Алмашке цркве је 1826. имала два одељења у којима је као учитељ радио ђакон Георгије Вуковић. Године 1847. је постала пофторна или недељна школа. Њено похађање је било обавезно за све ученике који су успешно завршили основну школу, а нису продужили школовање у некој средњој нити су навршили петнаест година живота. Пофторну су морали похађати и ученици који нису могли ићи у редовну школу због понављања разреда, као и они који су ступили на учење заната или трговине. Задатак тих установа је био да ученици понове оно што су учили у основној школи. Пофторне школе су радиле недељом пре подне и четвртком после подне, у време када су редовне основне биле затворене. Зграда Алмашке школе је оштећена у бомбардовању јуна 1849. и обновљена је у новембру исте године. Одлуком Месног школског одбора 5—18. септембра 1913. је извршен распоред уписаних обвезника по школама како би број ученика по појединим одељењима био приближно једнак. Према подацима из 1911—12. Алмашка школа је располагала са два мешовита одељења. Године 1922—23. је имала други и четврти разред, на српском и мађарском језику. Од 1931. до 1958. је радила као четвороразредна, а 1958—1959. су створени услови за осмогодишње школовање доградњом павиљона са четири учионице уз стару школску зграду.  У раздобљу између два светска рата је изграђена нова школска зграда у Гундулићевој улици, до тада су били под управом образовне установе „Светозар Милетић”. Данашња зграда је у Гундулићевој 9 од 1966. године, а 1977. уз павиљон је саграђена и фискултурна сала са свлачионицама и купатилом. После укидања ОШ „Петар Петровић Његош” 1968. су школи припојена ченејска одељења која су једно време похађала наставу у матичном објекту у Новом Саду, али од 1979. настава за ученике свих осам разреда се одвија на Ченеју. Од 1970. до 1976. су радила и одељења за образовање одраслих. Према подацима из историјске грађе назив школе се мењао: Алмашка православна српска основна школа до 1918, Државна народна школа „Змај Јова” од 1932, Алмашка мађарска краљевска државна народна основна школа од 1941, Основна школа „Змај Јова” од 1944. године, Државна школа број 7 од 1945, Основна школа број 13 и Основна школа „Иван Гундулић” од 1953. године. Данас садрже око 800m², два кабинета и четири учионице, зборницу, канцеларије, библиотеку, језичку лабораторију са кабинама за учење страних језика, као и специјализоване учионице за историју, географију, биологију, хемију и физику са магнетофоном, графоскопом, дијаскопом, епископом и респондерима. Добили су Октобарску награду Новог Сада 1971. за труд, залагање, успех и афирмацију и Републичку награду „25. мај” 1973. године као израз друштвеног признања за изузетне резултате у образовању и васпитању.

## Догађаји
Догађаји Основне школе „Иван Гундулић”:
- Савиндан
- Дан школе
- Дан отворених врата
- Дан планете Земље
- Дан интелигенције
- Дан присаједињења Војводине
- Спортски дан
- Светски дан детета
- Светски дан заштите животне средине
- Светски дан пчела
- Међународни дан толеранције
- Међународни дан девојчица
- Дечја недеља
- Сајам спорта, лова и туризма
- Сајам екологије
- Светски фестивал куглофа
- Ноћ истраживача
- Манифестација „Неко твој”
- Пројекат „Аутомобили пријатељства”